# Brian Blados
Brian Blados (Arlington, 11 gennaio 1962) è un ex giocatore di football americano statunitense che ha militato nei ruoli di guardia e offensive tackle nella National Football League (NFL).

## Carriera
Al college Blados giocò a football a North Carolina. Fu scelto nel corso del primo giro (28º assoluto) dai Cincinnati Bengals. Fu parte integrante della formazione che raggiunse il Super Bowl XXIII nel 1988, perso contro i San Francisco 49ers. Chiuse la carriera militando negli Indianapolis Colts nel 1991 e nei Tampa Bay Buccaneers nel 1992.

## Palmarès

### Franchigia
- American Football Conference Championship: 1

Cincinnati Bengals: 1988

### Individuale
- PFWA All-Rookie Team - 1984